# Piet Slager sr.

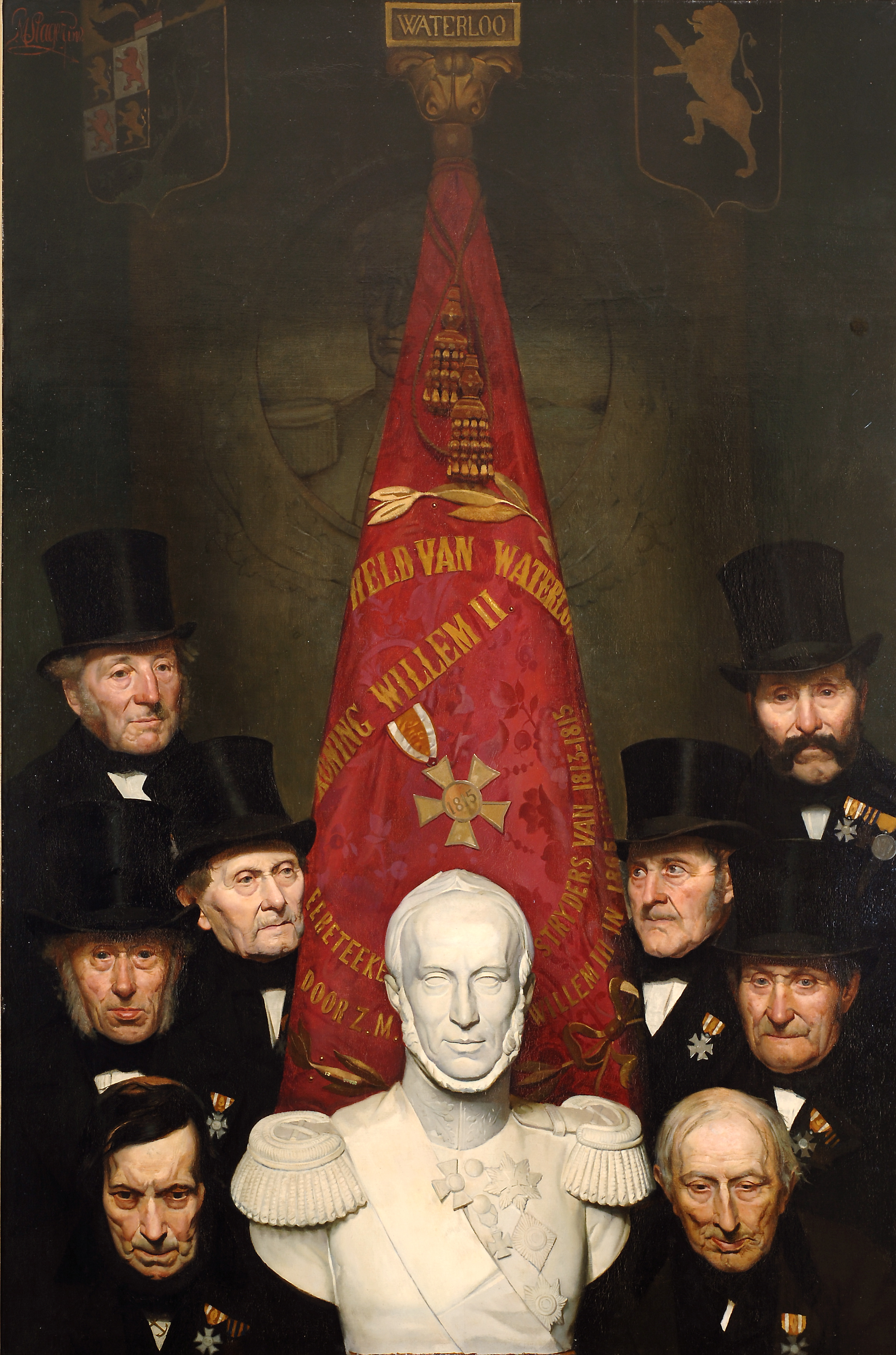
P.M. Slager, Oud-strijders van Waterloo, 1875, Museum Slager

Petrus Marinus (Piet) Slager ('s-Hertogenbosch, 4 december 1841 - aldaar, 10 november 1912) was een Nederlandse kunstschilder en tekenaar van portretten, figuur- en genrestukken.
Een van zijn belangrijkste werken is het in 1875 geschilderde doek met de Oud-strijders van Waterloo, vervaardigd ter gelegenheid van de zestigjarige gedenkdag van de Slag bij Waterloo. Hierop is prins Frederik der Nederlanden afgebeeld, omringd door acht van de twaalf laatste Bossche overlevenden die als soldaat in deze strijd hadden meegevochten. Aan dit schilderij werd een ereplaats toegekend in een van de paleizen van de koninklijke residentie, terwijl Slager zelf een koninklijke onderscheiding ontving.
Professor Huib Luns roemde in zijn tijd al het werk van Slager en vond dat het een plaats verdiende in een museum. Deze plaats verkreeg het vanaf 1976 in het Museum Slager in 's-Hertogenbosch, te midden van veel van zijn artistieke nalatenschap. Werken van Slager zijn daarnaast onder andere te vinden in het Noordbrabants Museum, Van Abbemuseum en in particulier bezit.

## Biografie
Piet Slager werd geboren in 's-Hertogenbosch als oudste van vijf kinderen van Pieter Slager (1809-1880) en Maria Isabella Baus (1823-1889). Hij huwde Catharina Maria Uijttenboogaert (1851-1916) en samen kregen zij tien kinderen, van wie er twee jong overleden en vier in zijn voetsporen traden: Piet, Frans, Jeannette en Corry.
Hij wilde van jongs af aan schilder worden en bezocht vanaf 1855, op 14-jarige leeftijd, de Koninklijke School voor Nuttige en Beeldende Kunsten te 's-Hertogenbosch (voorloper van de tegenwoordige Kunstacademie). Het onderwijs was gratis en bestond uit een paar uur les op de doordeweekse avonden. Op aanbeveling van directeur J.A. van der Ven van de Koninklijke School ging Slager vanaf 1862 naar de Koninklijke Academie voor Schone Kunsten te Antwerpen. Hij won er verschillende medailles en stond op het punt om naar Parijs te gaan voor verdere studie, toen hij wegens ziekte van zijn moeder naar Den Bosch terugkeerde.
Daar werd hij als hulpdocent aan de Koninklijke School verbonden. In 1871 kreeg hij een vaste aanstelling en bleef als leraar veertig jaar aan de school verbonden, naast zijn privépraktijk als portretschilder. Onder meer Antoon Derkinderen, Pieter de Josselin de Jong, Jan Sluyters, Herman Moerkerk en Jan en Theo van Delft behoorden tot zijn leerlingen. Daarnaast gaf hij les aan zijn vier schilderende eigen kinderen. Mede via zijn leerlingen heeft hij veel invloed gehad op de ontwikkeling van de schilderkunst in Noord-Brabant in het algemeen en die in Den Bosch in het bijzonder.
Slager had het aanvankelijk niet gemakkelijk in Den Bosch waar hij als protestant en als iemand van eenvoudige komaf niet altijd even gemakkelijk aansluiting vond. Zijn geloof belemmerde hem tevens in opdrachten van kerkelijke zijde, hoewel hij één religieus schilderij heeft gemaakt, een Madonna met als achtergrond het interieur van de Sint-Jan.
In de loop van de negentiende eeuw specialiseerde Slager zich in het portretgenre waarvan hij in zijn tijd een belangrijke Brabantse vertegenwoordiger was.
Petrus Marinus Slager overleed in 's-Hertogenbosch op ruim 70-jarige leeftijd.